# Tuul’
Tuul’, także tuuli (mong. тууль, dosł. „epos”) – mongolska tradycja ustnego przekazu eposów przy akompaniamencie tradycyjnych instrumentów dwustrunowej lutni towszuur, fletu cuur i chordofonu morin chuur.
W 2009 roku tradycja tuul’ została wpisana na listę niematerialnego dziedzictwa wymagającego pilnej ochrony UNESCO.

## Opis
Opowieści tuul’ mogą liczyć setki lub nawet tysiące wersów, łącząc w sobie elegie, błogosławieństwa, zaklęcia, baśnie, mity i pieśni ludowe. Do najbardziej znanych eposów mongolskich zalicza się historię tybetańskiego herosa Gesera, epos o Dżangarze i epos o chanie Charanguju. Opowieści mają wiele elementów wspólnych: młody heros wyrusza na koniu, by walczyć ze złem i znaleźć żonę. Przy pomocy najlepszego przyjaciela lub konia mówiącego ludzkim głosem zwycięża potwory i złe duchy, znajduje żonę i wraca do domu, by wieść szczęśliwe życie.
Opowieści te wykonywane są przy akompaniamencie tradycyjnych instrumentów – w różnych rejonach Mongolii są to: dwustrunowa lutnia towszuur, flet cuur, chordofony morin chuur czy igil. Wykonawcy (tuul’cz) muszą mieć wybitną pamięć i umiejętności artystyczne, by sprostać wymaganiom tuul’ łączącej elementy dramatu teatralnego, śpiewu i improwizacji wokalnej. Występy towarzyszą uroczystościom rodzinnym i religijnym oraz festiwalowi naadam.
Tuul’ to system tradycyjnego przekazu wiedzy historycznej i kulturowej. Opowieści przekazywane są z pokolenia na pokolenie, najczęściej z ojca na syna. Współcześnie tradycja jest zagrożona, tuul’ pielęgnowana jest przez 10 wykonawców w odległych rejonach Mongolii zachodniej.